# هنریک بوژینسکی
هنریک بوژینسکی (انگلیسی: Henryk Budziński؛ ۲۹ نوامبر ۱۹۰۴ – ۱۸ مارس ۱۹۸۳) قایقران روئینگ اهل لهستان بود.
وی در مسابقات کشوری و بین‌المللی در مجموع برندهٔ ۱ مدال طلا، ۲ مدال نقره، ۱ مدال برنز شده‌است.